# Кузьмичюс, Артурас
Артурас Кузьмичюс (лит. Artūras Kuzmičius; родился 28 февраля 1990, Электренай, Литва) — литовский хоккеист, вратарь.

## Карьера
Воспитанник клуба «Энергия» из города Электренай. Выступал ранее в команде «Довер» из Восточноамериканской хоккейной лиги и российском клубе «Дизель-2» из Пензы. 21 декабря 2011 был временно отзаявлен ввиду травмы. Выступал также в составе вильнюсского клуба  «Балтика» во втором дивизионе МХЛ.
В сборной Литвы до 18 лет дебютировал в 2005 году на чемпионате мира во II дивизионе B, через год сыграл в молодёжной сборной, а в 2007 году в группе C дебютировал в качестве полноценного игрока сборной. В сборной выступает недостаточно уверенно: в 2010 году на квалификационном турнире к чемпионату мира по хоккею в Тилбурге именно его многочисленные ошибки привели сборную Литвы к крупному проигрышу команде Украины со счётом 5:12, хотя многие шайбы были заброшены также из-за попустительства защитников.